# Curry (gerecht)
Curry is een gerecht dat oorspronkelijk van het Indisch subcontinent stamt en zich in de loop van de eeuwen over grote delen van Azië heeft verspreid. Het gerecht bestaat uit een combinatie van kruiden, specerijen, groenten en soms vlees. Er zijn vele varianten mogelijk en het gerecht kent ook regionale verschillen. Mogelijk stamt het gerecht al uit het 3e millennium v.Chr.
Er wordt onderscheid gemaakt tussen droge en natte curry's. Natte curry's bevatten veel vocht, vaak doordat er kokosmelk doorheen gemengd wordt. Droge curry's worden met een kleine hoeveelheid vocht gekookt totdat alleen nog een laagje op de groenten en eventueel vlees blijven zitten.

## Etymologie
De term curry wordt in de Westerse wereld gebruikt voor vrijwel elk gekruid, sausachtig gerecht dat wordt gekookt in een Aziatische stijl. De currygerechten hebben vaak namen die aangeven welke soorten vlees en groente erin verwerkt zijn, of de manier van bereiden aangeven.
Het woord curry is afgeleid van het woord kaṟi uit het Tamil, dat zoiets als saus of genieten van rijst betekent.

## Introductie in Europa

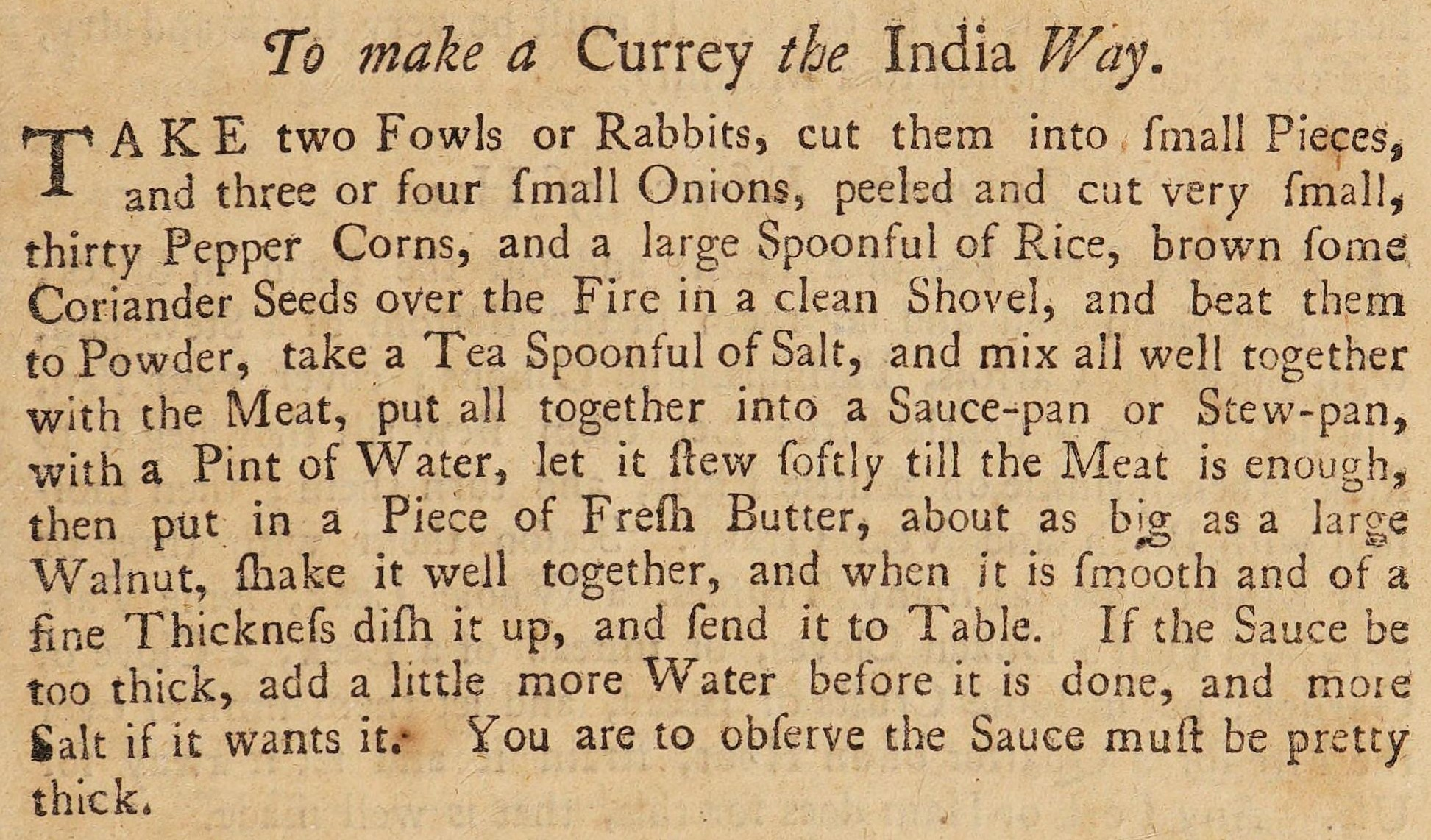
Een curryrecept uit een kookboek uit 1747

Door de ontdekkingsreizen, de handel en de latere kolonisatie van India kwamen de Europeanen in aanraking met het gerecht curry. In een Brits kookboek uit 1758, The Art of Cookery van Hannah Glasse, wordt een recept genoemd met de naam To make a Currey the India Way. Vanaf begin 19e eeuw werd het gerecht geserveerd in Engelse koffiehuizen. In diezelfde eeuw werd het gerecht ook geïntroduceerd door Indiërs die in de Caraïben kwamen wonen. In de 20e eeuw nam de populariteit van het gerecht in het Verenigd Koninkrijk sterk toe. Met name eind jaren veertig door de immigratie van vele Indiërs uit het onafhankelijk geworden India, en in de jaren zeventig door de hippiecultuur. Curry kent wereldwijd vele varianten en is bijvoorbeeld onderdeel van de fusionkeukens, waarin verschillende stijlen worden gecombineerd.

## Ingrediënten
Veel gebruikte ingrediënten zijn kurkuma, komijn, koriander, gember en chilipeper. In natte curry’s wordt verder kokosmelk, yoghurt, room, bouillon of tomatenpuree gebruikt.

## Varianten

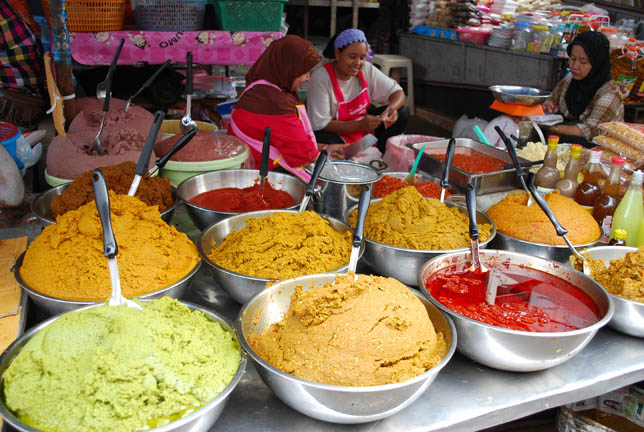
Verschillende soorten currypasta, te koop op een markt in Thailand

Een simpele regionale indeling voor de Indiase curry's gaat uit van ongezuurd platbrood (bijvoorbeeld roti of naan) als basis in het noorden van India, rijst in het oosten en rijst met gierst in het zuiden.
In de Thaise keuken wordt onderscheid gemaakt tussen groene curry, rode curry  en gele curry.